# Omega Mart
Omega Mart（標誌以Ωmega Mart呈現）是一個由美國藝術公司Meow Wolf創建的互動藝術裝置，位於拉斯維加斯的AREA15綜合大楼內。參觀者進入該裝置後可以探索一间超市，並從中進入各種其他區域，揭開超市背后的故事。該裝置由超過300位藝術家和設計師參與創作。Omega Mart 是一個替代現實遊戲的範例，其整體情節和背景可以通過各種線索（包括線上和實體店內的線索）解謎。
Omega Mart 提供各種自製產品供購買，例如：Done、猛獁塊、有機蛾奶及無堅果鹽焗花生等。由藝術家Justin Favela設計的七宗罪皮納塔也可供購買。該裝置還設有一個秘密酒吧「Datamosh」，提供了共八款的特色雞尾酒。

## 歷史

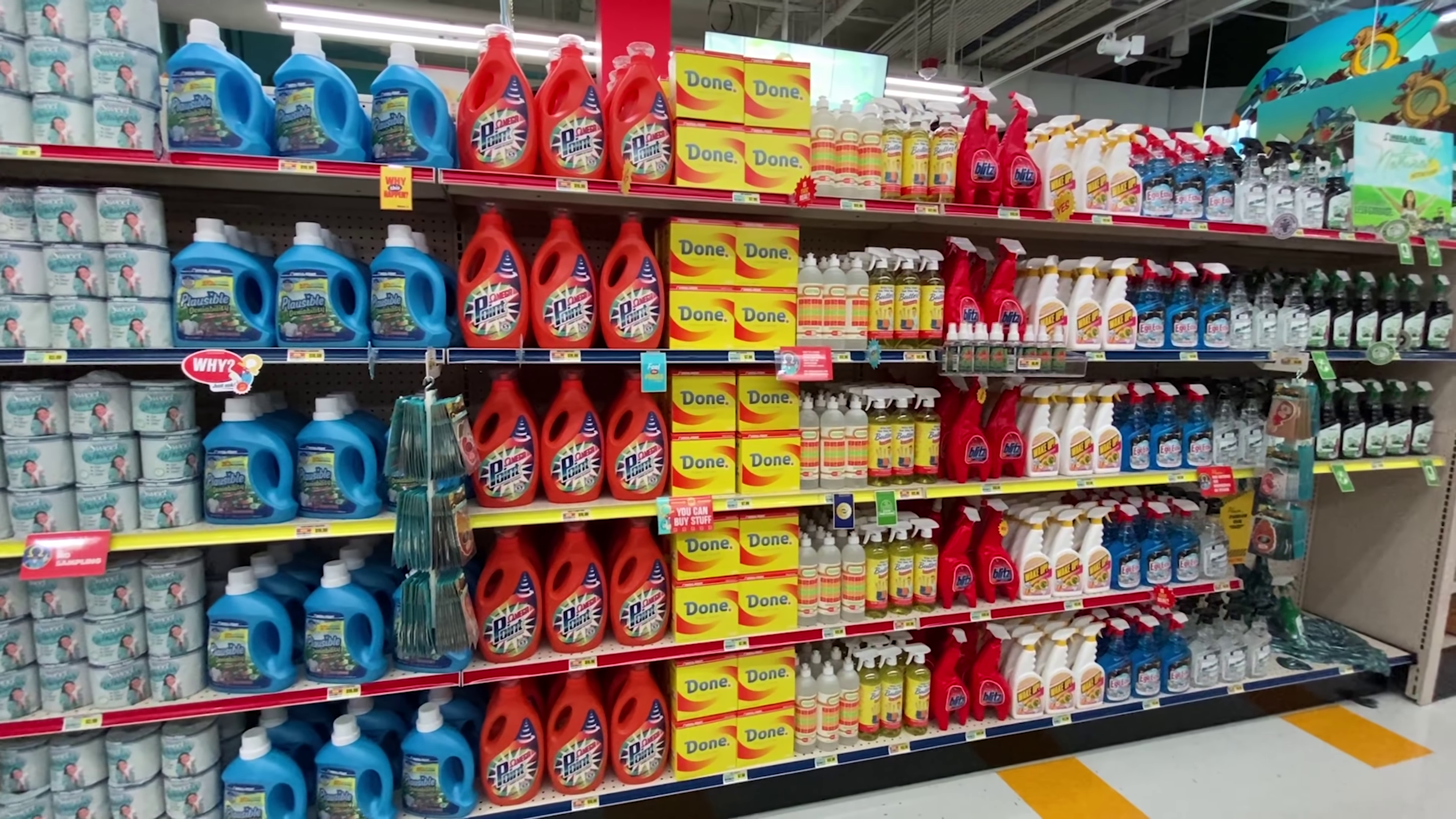
Omega Mart 里面的產品貨架

Omega Mart 的概念最早源於2009年，當時藝術家們創建了一個DIY快閃超市展覽，根據《拉斯維加斯評論報》報導，該展覽基本上只是「僅僅是混凝土塊架子上擺放著顏色水瓶」。 該展覽於2012年再次嘗試，由Meow Wolf的Chimera教育部門與約一千名新墨西哥州聖塔菲的公立學校學生合作，在一個模擬超市內擺滿了手工製作的假產品。這兩次原始展覽均為臨時展覽，第二次展覽於2012年7月8日開幕，並於同年9月20日結束。
2018年1月，Meow Wolf 宣布將在拉斯維加斯推出第二個常設展覽（第一個是聖塔費的永恆輪迴之屋），該展覽將成為零售和娛樂綜合體 AREA15 的主要租戶。 Omega Mart 原定於2020年開幕，但因COVID-19 大流行而推遲了開幕日期。 2020年8月，Meow Wolf 宣布該專案將聚焦於名為 Omega Mart 的超市，原定於2021年1月開幕 2021年1月，宣布了裝置的開幕日期， 並於2021年2月18日正式開幕
各種有關 Omega Mart 的廣告已經發布，其中以不尋常和超現實的風格受到關注。在一則開幕廣告中，Willie Nelson 的臉部被深偽技術合成到另一人的身體上， 被《休斯敦纪事报》的Shelby Stewart形容這則廣告讓德州人「想像一下如果雜貨店廣告受到迷幻藥影響會是什麼樣子」 隨後的幾則廣告被《影音俱樂部》的瑞德·麥卡特（Reid McCarter）形容為具有「怪異的90年代」美學， 而Rob Beschizza，在《波音波音》上撰寫的文章則稱其為「黑暗幽默、充滿神秘的消費者恐怖」的完美範例